# Helmlinge
Die Helmlinge (Mycena) sind eine Pilzgattung mit kleinen Fruchtkörpern aus der Familie der Helmlingsverwandten. Die Gattung enthält allein in Europa über 100 Arten. Meist sind es kleinere bis winzige, zarthäutige Pilze. Sie leben von toter organischer Substanz als Nahrung (saprotroph) auf dem Boden oder an Totholz. Einige Helmlinge haben schön gefärbte Hüte, andere fallen durch ihre gefärbten Lamellenschneiden auf, da die auf ihnen sitzenden Zystiden Pigmente enthalten. Es gibt auch Helmlinge, die bei Verletzung einen weißen oder farbigen Milchsaft absondern, und Arten, die Biolumineszenz zeigen. Üblicherweise wird die Gattung den sogenannten Little brown mushrooms zugeordnet.

## Merkmale

### Makroskopische Merkmale
Das Erscheinungsbild der Fruchtkörper ist helmlings- oder nablingsartig und in seltenen Fällen auch rüblingsartig. Helmlingsartig heißt, die Fruchtkörper sind klein und zart und haben einen glocken- bis kegelförmigen Hut und einen langen, schlanken Stiel. Der Hut ist dünnfleischig und bei den meisten Arten gerieft. Die Hutoberfläche ist kahl, flockig, feinflaumig, körnig oder bereift. Manchmal ist der Hut auch mit einem gallertartigen, abziehbaren Häutchen bedeckt. Die Lamellen sind meist aufsteigend, horizontal oder bogenförmig und am Stiel fast frei oder schmal angewachsen bis leicht herablaufend. Das Sporenpulver ist weißlich. Der Stiel kann zerbrechlich, knorpelig oder elastisch-hart sein. Die Stieloberfläche ist teilweise oder ganz bereift, feinflaumig oder kahl. Manchmal ist die Stielbasis zu einer Scheibe erweitert oder sie ist grob striegelig behaart. Aus den Fruchtkörpern einiger Arten tritt bei Verletzung ein Milchsaft aus, dessen Vorhandensein und Farbe ein wichtiges Bestimmungsmerkmal darstellen.

### Mikroskopische Merkmale
Die Basidien sind zwei- oder viersporig. Die Sporen sind in der Regel apfelkern- oder tränenförmig, seltener fast zylindrisch oder kugelförmig und meistens amyloid. Nur wenige Helmlingsarten haben inamyloide Sporen. Sie sind glatt und haben keinen Keimporus.
Ein mikroskopisch wichtiges Merkmal ist die Form der Cheilozystiden, die im Gegensatz zu den Pleurozystiden nahezu immer vorhanden sind. Sie können keulig, verkehrt birnenförmig, spindel- oder flaschenförmig oder seltener zylindrisch sein. Sie sind glatt, einfach spindelig oder verzweigt oder sie tragen verschieden geformte, einfache oder verzweigte Auswüchse, sodass sie „igelig-bürstig“ oder „geweihartig verzweigt“ aussehen können. Die Pleurozystiden können zahlreich oder selten sein oder ganz fehlen.
Die Hyphen der Huthaut (Pileipellis) sind meist verzweigt und seltener glatt. Die Hyphen der Stielrindenschicht sind glatt oder ausgesackt und haben manchmal speziell geformte Endzellen oder Caulozystiden. Das Lamellentrama färbt sich mit Melzer-Reagenz (Jodlösung) violettbräunlich an, nur in wenigen Fällen wird es nicht angefärbt.

## Arten
Die Gattung ist sehr artenreich, insgesamt sind weit über 300 Arten bekannt. In Deutschland sind etwa 100 Arten verbreitet.
| Helmlinge (Mycena) in Deutschland |                          |                                                                   |
| \| Deutscher Name \| Wissenschaftlicher Name \| Autorenzitat \| \| ----------------------------------- \| ------------------------ \| ----------------------------------------------------------------- \| \| Voreilender Helmling \| Mycena abramsii \| (Murrill 1916) Murrill 1916 \| \| Orangeroter Helmling \| Mycena acicula \| (Schaeff. 1774) P.Kumm. 1871 \| \| Zarter Helmling \| Mycena adscendens \| Maas Geest. 1981 \| \| Graublättriger Ruß-Helmling \| Mycena aetites \| (Fr. 1838) Quél. 1872 \| \| Algerischer Helmling \| Mycena algeriensis \| Maire 1938 \| \| Königsfarn-Helmling \| Mycena alphitophora \| (Berk. 1876) Sacc. 1887 \| \| Geschmückter Helmling \| Mycena amicta \| (Fr. 1821) Quél. 1872 \| \| Olivgelber Helmling \| Mycena arcangeliana \| Bres. 1904 \| \| \| Mycena atrochalybaea \| Huijsman 1956 \| \| Orangeschneidiger Helmling \| Mycena aurantiomarginata \| (Fr. 1821) Quél. 1872 \| \| Schilf-Helmling \| Mycena belliarum \| (Johnst. 1841) P.D.Orton 1960 \| \| Knolliger Binsen-Helmling \| Mycena bulbosa \| (Cejp 1930) Kühner 1938 \| \| Filzstieliger Helmling \| Mycena capillaripes \| Peck 1888 \| \| Buchenblatt-Helmling \| Mycena capillaris \| (Schumach. 1803) P.Kumm. 1871 \| \| Aschgrauer Helmling \| Mycena cinerella \| (P.Karst. 1878) P.Karst. 1879 \| \| Gelbschneidiger Helmling \| Mycena citrinomarginata \| Gillet 1876 \| \| Großer Schleimfuß-Helmling \| Mycena clavicularis \| (Fr. 1821) Gillet 1876 \| \| Kugelsporiger Scheibchen-Helmling \| Mycena clavularis \| (Batsch 1786) Sacc. 1887 \| \| Einfarbiger Helmling \| Mycena concolor \| (J.E.Lange 1930) Kühner 1938 \| \| Flockiger Rinden-Helmling \| Mycena corynephora \| Maas Geest. 1983 \| \| Gelborangemilchender Helmling \| Mycena crocata \| (Schrad. 1794) P.Kumm. 1871 \| \| Blaufüßiger Helmling \| Mycena cyanorrhiza \| Quél. 1875 \| \| Duftender Rettich-Helmling \| Mycena diosma \| Krieglst. & Schwöbel 1982 (Krieglst. & Schwöbel 1982) C.Hahn 2020 \| \| Dehnbarer Helmling \| Mycena epipterygia \| (Scop. 1772) Gray 1821 \| \| Bitterer Helmling \| Mycena erubescens \| Höhn. 1913 \| \| Buchen-Helmling \| Mycena fagetorum \| (Fr. 1838) Gillet 1876 \| \| Zerbrechlicher Faden-Helmling \| Mycena filopes \| (Bull. 1788) P.Kumm. 1871 \| \| Gilbender Helmling \| Mycena flavescens \| Velen. 1920 \| \| Schneeblumen-Helmling \| Mycena flos-nivium \| Kühner 1952 \| \| Rosablättriger Helmling \| Mycena galericulata \| (Scop. 1772) Gray 1821 \| \| Weißmilchender Helmling \| Mycena galopus \| (Pers. 1800) P.Kumm. 1871 \| \| Großer Blut-Helmling \| Mycena haematopus \| (Pers. 1800) P.Kumm. 1871 \| \| Buntstieliger Helmling \| Mycena inclinata \| (Fr. 1838) Quél. 1872 \| \| Schlüpfriger Helmling \| Mycena laevigata \| (Lasch 1828) Gillet 1876 \| \| Breitblättriger Helmling \| Mycena latifolia \| (Peck 1872) A.H.Sm. 1935 \| \| Grauer Nitrat-Helmling \| Mycena leptocephala \| (Pers. 1800) Gillet 1876 \| \| Entferntblättriger Faden-Helmling \| Mycena lohwagii \| Singer 1929 \| \| Gefleckter Helmling \| Mycena maculata \| P.Karst. 1890 \| \| Großsporiger Helmling \| Mycena megaspora \| Kauffman 1933 \| \| Rötlicher Rinden-Helmling \| Mycena meliigena \| (Berk. & Cooke 1878) Sacc. 1887 \| \| Kegeliger Helmling \| Mycena metata \| (Secr. ex Fr. 1821) P.Kumm. 1871 \| \| Geriefter Rinden-Helmling \| Mycena mirata \| (Peck 1873) Sacc. 1887 \| \| Gefalteter Scheibchen-Helmling \| Mycena mucor \| (Batsch 1786) Quél. 1875 \| \| Frühlings-Helmling \| Mycena niveipes \| (Murrill 1916) Murrill 1916 \| \| Nuss-Helmling \| Mycena nucicola \| Huijsman 1958 \| \| Braunschneidiger Wiesen-Helmling \| Mycena olivaceomarginata \| (Massee 1890) Massee 1893 \| \| Klebhaut-Rinden-Helmling \| Mycena pachyderma \| Kühner 1926 \| \| Fleischfarbener Rettich-Helmling \| Mycena pearsoniana \| Dennis 1955 ex Singer 1959 \| \| Schwarzgezähnelter Rettich-Helmling \| Mycena pelianthina \| (Fr. 1821) Quél. 1872 \| \| Walzenförmiger Helmling \| Mycena picta \| (Fr. 1815) Harmaja 1979 \| \| Fichtenzapfen-Helmling \| Mycena plumipes \| (Kalchbr. 1873) P.-A.Moreau 2003 \| \| Winziger Eichenblatt-Helmling \| Mycena polyadelpha \| (Lasch 1828) Kühner 1938 \| \| Rillstieliger Helmling \| Mycena polygramma \| (Bull. 1789) Gray 1821 \| \| Falscher Rinden-Helmling \| Mycena pseudocorticola \| Kühner 1938 \| \| Fastgeschmückter Helmling \| Mycena pseudopicta \| (J.E.Lange 1930) Kühner 1938 \| \| Farn-Helmling \| Mycena pterigena \| (Fr. 1815) P.Kumm. 1871 \| \| Gemeiner Rettich-Helmling \| Mycena pura \| (Pers. 1794 : Fr. 1821) P.Kumm. 1871 \| \| Lilaschneidiger Helmling \| Mycena purpureofusca \| (Peck 1885) Sacc. 1887 \| \| Gelbstieliger Nitrat-Helmling \| Mycena renati \| Quél. 1886 \| \| Eichengallen-Helmling \| Mycena rhenana \| Maas Geest. & Winterh. 1985 \| \| Ufer-Helmling \| Mycena riparia \| Maas Geest. 1986 \| \| Rosa Rettich-Helmling \| Mycena rosea \| (Schaeff. 1774) Gramberg 1912 \| \| Rosaschneidiger Helmling \| Mycena rosella \| (Fr. 1821) P.Kumm. 1871 \| \| Rotschneidiger Helmling \| Mycena rubromarginata \| (Fr. 1815) P.Kumm. 1871 \| \| Purpurschneidiger Blut-Helmling \| Mycena sanguinolenta \| (Alb. & Schwein. 1805) P.Kumm. 1871 \| \| Zweisporiger Nitrat-Helmling \| Mycena silvae-nigra \| Maas Geest. & Schwöbel 1987 \| \| Leichtvergänglicher Helmling \| Mycena smithiana \| Kühner 1938 \| \| Viersporiger Nitrat-Helmling \| Mycena stipata \| Maas Geest. & Schwöbel 1987 \| \| Postament-Helmling \| Mycena stylobates \| (Pers. 1801) P.Kumm. 1871 \| \| Verbogenstieliger Helmling \| Mycena supina \| (Fr. 1821) P.Kumm. 1871 \| \| Gelatinösstacheliger Helmling \| Mycena tenuispinosa \| J.Favre 1957 \| \| \| Mycena tephrophylla \| Maas Geest. & Schwöbel 1989 \| \| Winter-Helmling \| Mycena tintinnabulum \| (Paulet 1793) Quél. 1872 \| \| Rosaweißer Helmling \| Mycena tubarioides \| (Maire 1930) Kühner 1938 \| \| Dünnstieliger Helmling \| Mycena urania \| (Fr. 1818) Quél. 1872 \| \| Lieblicher Rinden-Helmling \| Mycena venustula \| Quél. 1883 \| \| Grünschneidiger Helmling \| Mycena viridimarginata \| P.Karst. 1892 \| \| Klebriger Helmling \| Mycena vulgaris \| (Pers. 1794) P.Kumm. 1871 \| \| \| Mycena winterhoffii \| Maas Geest. 1991 \| \| Cremeweißer Helmling \| Mycena xantholeuca \| Kühner 1938 \| \| Rostfleckiger Helmling \| Mycena zephirus \| (Weinm. 1818 : Fr. 1818) P.Kumm. 1871 \| |                          |                                                                   |
| Deutscher Name | Wissenschaftlicher Name  | Autorenzitat                                                      |
| Voreilender Helmling | Mycena abramsii          | (Murrill 1916) Murrill 1916                                       |
| Orangeroter Helmling | Mycena acicula           | (Schaeff. 1774) P.Kumm. 1871                                      |
| Zarter Helmling | Mycena adscendens        | Maas Geest. 1981                                                  |
| Graublättriger Ruß-Helmling | Mycena aetites           | (Fr. 1838) Quél. 1872                                             |
| Algerischer Helmling | Mycena algeriensis       | Maire 1938                                                        |
| Königsfarn-Helmling | Mycena alphitophora      | (Berk. 1876) Sacc. 1887                                           |
| Geschmückter Helmling | Mycena amicta            | (Fr. 1821) Quél. 1872                                             |
| Olivgelber Helmling | Mycena arcangeliana      | Bres. 1904                                                        |
| | Mycena atrochalybaea     | Huijsman 1956                                                     |
| Orangeschneidiger Helmling | Mycena aurantiomarginata | (Fr. 1821) Quél. 1872                                             |
| Schilf-Helmling | Mycena belliarum         | (Johnst. 1841) P.D.Orton 1960                                     |
| Knolliger Binsen-Helmling | Mycena bulbosa           | (Cejp 1930) Kühner 1938                                           |
| Filzstieliger Helmling | Mycena capillaripes      | Peck 1888                                                         |
| Buchenblatt-Helmling | Mycena capillaris        | (Schumach. 1803) P.Kumm. 1871                                     |
| Aschgrauer Helmling | Mycena cinerella         | (P.Karst. 1878) P.Karst. 1879                                     |
| Gelbschneidiger Helmling | Mycena citrinomarginata  | Gillet 1876                                                       |
| Großer Schleimfuß-Helmling | Mycena clavicularis      | (Fr. 1821) Gillet 1876                                            |
| Kugelsporiger Scheibchen-Helmling | Mycena clavularis        | (Batsch 1786) Sacc. 1887                                          |
| Einfarbiger Helmling | Mycena concolor          | (J.E.Lange 1930) Kühner 1938                                      |
| Flockiger Rinden-Helmling | Mycena corynephora       | Maas Geest. 1983                                                  |
| Gelborangemilchender Helmling | Mycena crocata           | (Schrad. 1794) P.Kumm. 1871                                       |
| Blaufüßiger Helmling | Mycena cyanorrhiza       | Quél. 1875                                                        |
| Duftender Rettich-Helmling | Mycena diosma            | Krieglst. & Schwöbel 1982 (Krieglst. & Schwöbel 1982) C.Hahn 2020 |
| Dehnbarer Helmling | Mycena epipterygia       | (Scop. 1772) Gray 1821                                            |
| Bitterer Helmling | Mycena erubescens        | Höhn. 1913                                                        |
| Buchen-Helmling | Mycena fagetorum         | (Fr. 1838) Gillet 1876                                            |
| Zerbrechlicher Faden-Helmling | Mycena filopes           | (Bull. 1788) P.Kumm. 1871                                         |
| Gilbender Helmling | Mycena flavescens        | Velen. 1920                                                       |
| Schneeblumen-Helmling | Mycena flos-nivium       | Kühner 1952                                                       |
| Rosablättriger Helmling | Mycena galericulata      | (Scop. 1772) Gray 1821                                            |
| Weißmilchender Helmling | Mycena galopus           | (Pers. 1800) P.Kumm. 1871                                         |
| Großer Blut-Helmling | Mycena haematopus        | (Pers. 1800) P.Kumm. 1871                                         |
| Buntstieliger Helmling | Mycena inclinata         | (Fr. 1838) Quél. 1872                                             |
| Schlüpfriger Helmling | Mycena laevigata         | (Lasch 1828) Gillet 1876                                          |
| Breitblättriger Helmling | Mycena latifolia         | (Peck 1872) A.H.Sm. 1935                                          |
| Grauer Nitrat-Helmling | Mycena leptocephala      | (Pers. 1800) Gillet 1876                                          |
| Entferntblättriger Faden-Helmling | Mycena lohwagii          | Singer 1929                                                       |
| Gefleckter Helmling | Mycena maculata          | P.Karst. 1890                                                     |
| Großsporiger Helmling | Mycena megaspora         | Kauffman 1933                                                     |
| Rötlicher Rinden-Helmling | Mycena meliigena         | (Berk. & Cooke 1878) Sacc. 1887                                   |
| Kegeliger Helmling | Mycena metata            | (Secr. ex Fr. 1821) P.Kumm. 1871                                  |
| Geriefter Rinden-Helmling | Mycena mirata            | (Peck 1873) Sacc. 1887                                            |
| Gefalteter Scheibchen-Helmling | Mycena mucor             | (Batsch 1786) Quél. 1875                                          |
| Frühlings-Helmling | Mycena niveipes          | (Murrill 1916) Murrill 1916                                       |
| Nuss-Helmling | Mycena nucicola          | Huijsman 1958                                                     |
| Braunschneidiger Wiesen-Helmling | Mycena olivaceomarginata | (Massee 1890) Massee 1893                                         |
| Klebhaut-Rinden-Helmling | Mycena pachyderma        | Kühner 1926                                                       |
| Fleischfarbener Rettich-Helmling | Mycena pearsoniana       | Dennis 1955 ex Singer 1959                                        |
| Schwarzgezähnelter Rettich-Helmling | Mycena pelianthina       | (Fr. 1821) Quél. 1872                                             |
| Walzenförmiger Helmling | Mycena picta             | (Fr. 1815) Harmaja 1979                                           |
| Fichtenzapfen-Helmling | Mycena plumipes          | (Kalchbr. 1873) P.-A.Moreau 2003                                  |
| Winziger Eichenblatt-Helmling | Mycena polyadelpha       | (Lasch 1828) Kühner 1938                                          |
| Rillstieliger Helmling | Mycena polygramma        | (Bull. 1789) Gray 1821                                            |
| Falscher Rinden-Helmling | Mycena pseudocorticola   | Kühner 1938                                                       |
| Fastgeschmückter Helmling | Mycena pseudopicta       | (J.E.Lange 1930) Kühner 1938                                      |
| Farn-Helmling | Mycena pterigena         | (Fr. 1815) P.Kumm. 1871                                           |
| Gemeiner Rettich-Helmling | Mycena pura              | (Pers. 1794 : Fr. 1821) P.Kumm. 1871                              |
| Lilaschneidiger Helmling | Mycena purpureofusca     | (Peck 1885) Sacc. 1887                                            |
| Gelbstieliger Nitrat-Helmling | Mycena renati            | Quél. 1886                                                        |
| Eichengallen-Helmling | Mycena rhenana           | Maas Geest. & Winterh. 1985                                       |
| Ufer-Helmling | Mycena riparia           | Maas Geest. 1986                                                  |
| Rosa Rettich-Helmling | Mycena rosea             | (Schaeff. 1774) Gramberg 1912                                     |
| Rosaschneidiger Helmling | Mycena rosella           | (Fr. 1821) P.Kumm. 1871                                           |
| Rotschneidiger Helmling | Mycena rubromarginata    | (Fr. 1815) P.Kumm. 1871                                           |
| Purpurschneidiger Blut-Helmling | Mycena sanguinolenta     | (Alb. & Schwein. 1805) P.Kumm. 1871                               |
| Zweisporiger Nitrat-Helmling | Mycena silvae-nigra      | Maas Geest. & Schwöbel 1987                                       |
| Leichtvergänglicher Helmling | Mycena smithiana         | Kühner 1938                                                       |
| Viersporiger Nitrat-Helmling | Mycena stipata           | Maas Geest. & Schwöbel 1987                                       |
| Postament-Helmling | Mycena stylobates        | (Pers. 1801) P.Kumm. 1871                                         |
| Verbogenstieliger Helmling | Mycena supina            | (Fr. 1821) P.Kumm. 1871                                           |
| Gelatinösstacheliger Helmling | Mycena tenuispinosa      | J.Favre 1957                                                      |
| | Mycena tephrophylla      | Maas Geest. & Schwöbel 1989                                       |
| Winter-Helmling | Mycena tintinnabulum     | (Paulet 1793) Quél. 1872                                          |
| Rosaweißer Helmling | Mycena tubarioides       | (Maire 1930) Kühner 1938                                          |
| Dünnstieliger Helmling | Mycena urania            | (Fr. 1818) Quél. 1872                                             |
| Lieblicher Rinden-Helmling | Mycena venustula         | Quél. 1883                                                        |
| Grünschneidiger Helmling | Mycena viridimarginata   | P.Karst. 1892                                                     |
| Klebriger Helmling | Mycena vulgaris          | (Pers. 1794) P.Kumm. 1871                                         |
| | Mycena winterhoffii      | Maas Geest. 1991                                                  |
| Cremeweißer Helmling | Mycena xantholeuca       | Kühner 1938                                                       |
| Rostfleckiger Helmling | Mycena zephirus          | (Weinm. 1818 : Fr. 1818) P.Kumm. 1871                             |

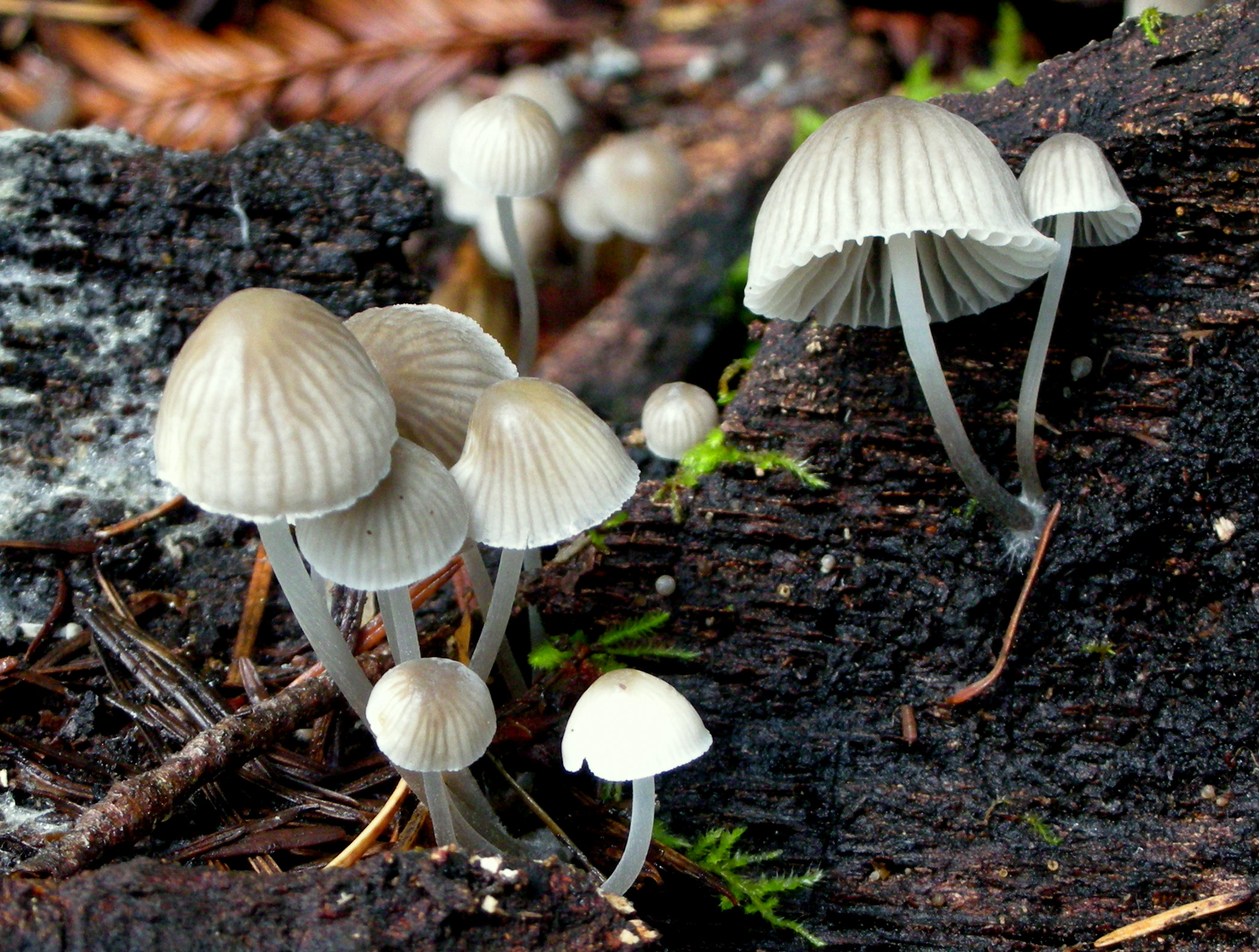
Voreilender Helmling Mycena abramsii
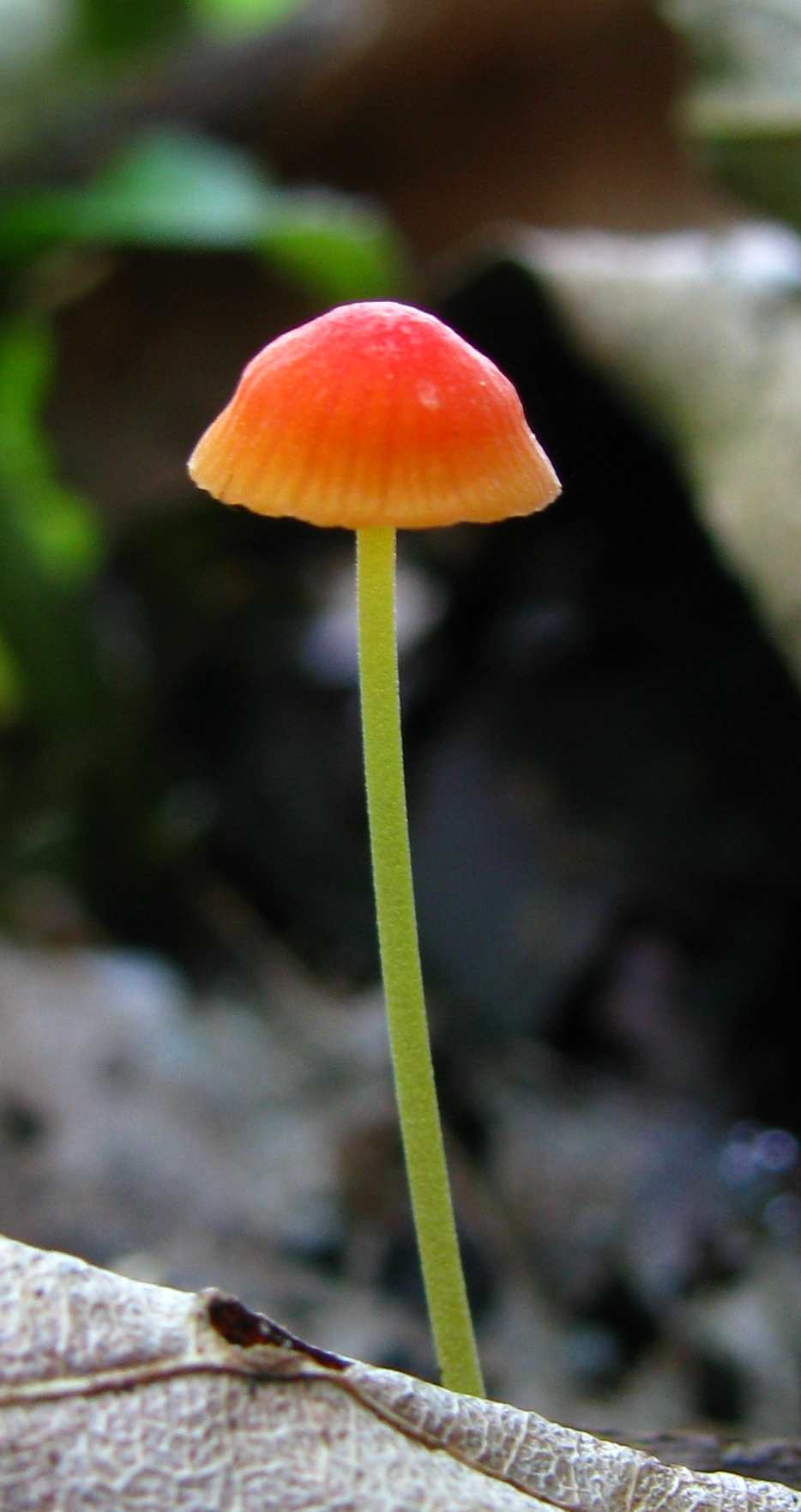
Orangeroter Helmling Mycena acicula
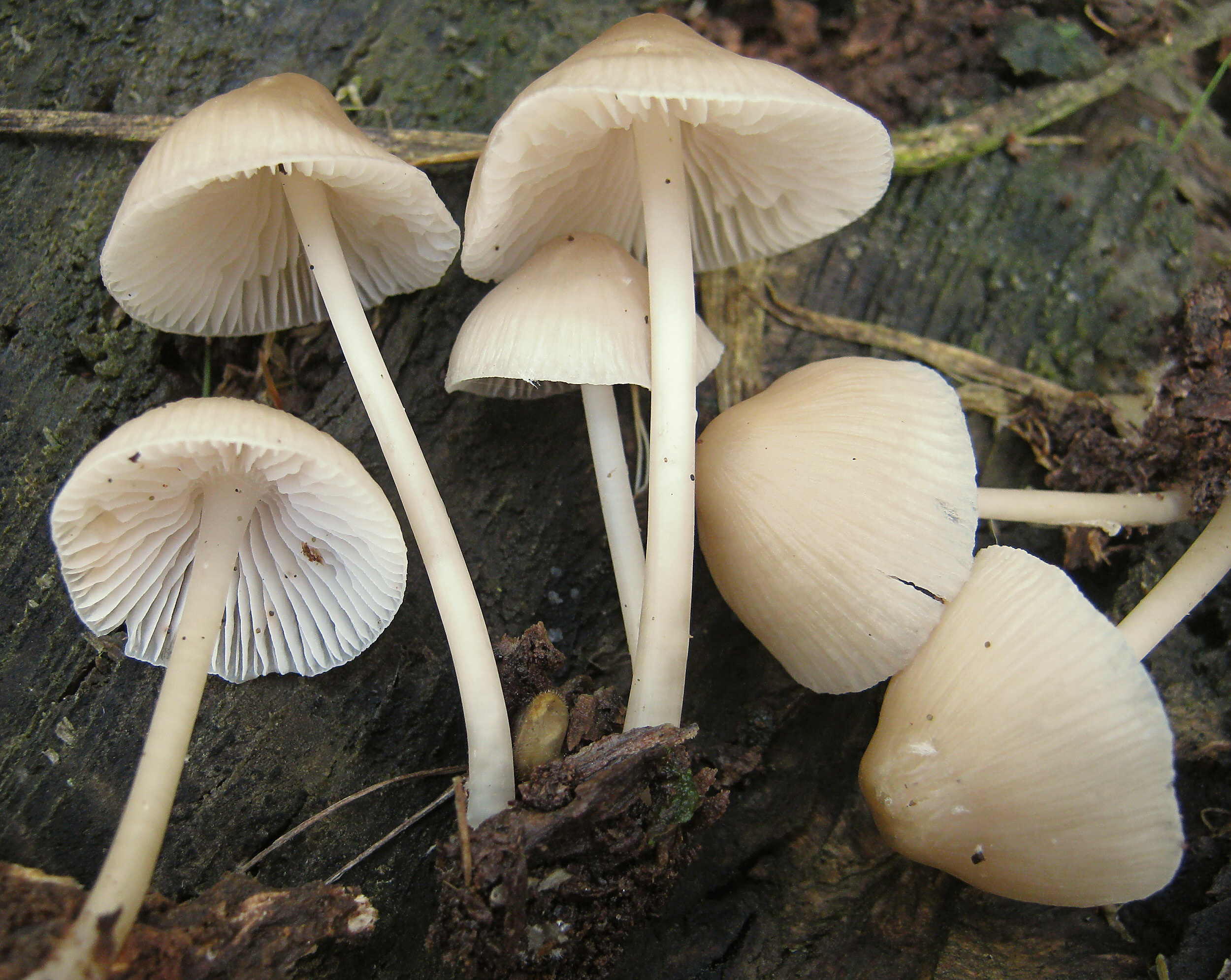
Rosablättriger Helmling Mycena galericulata
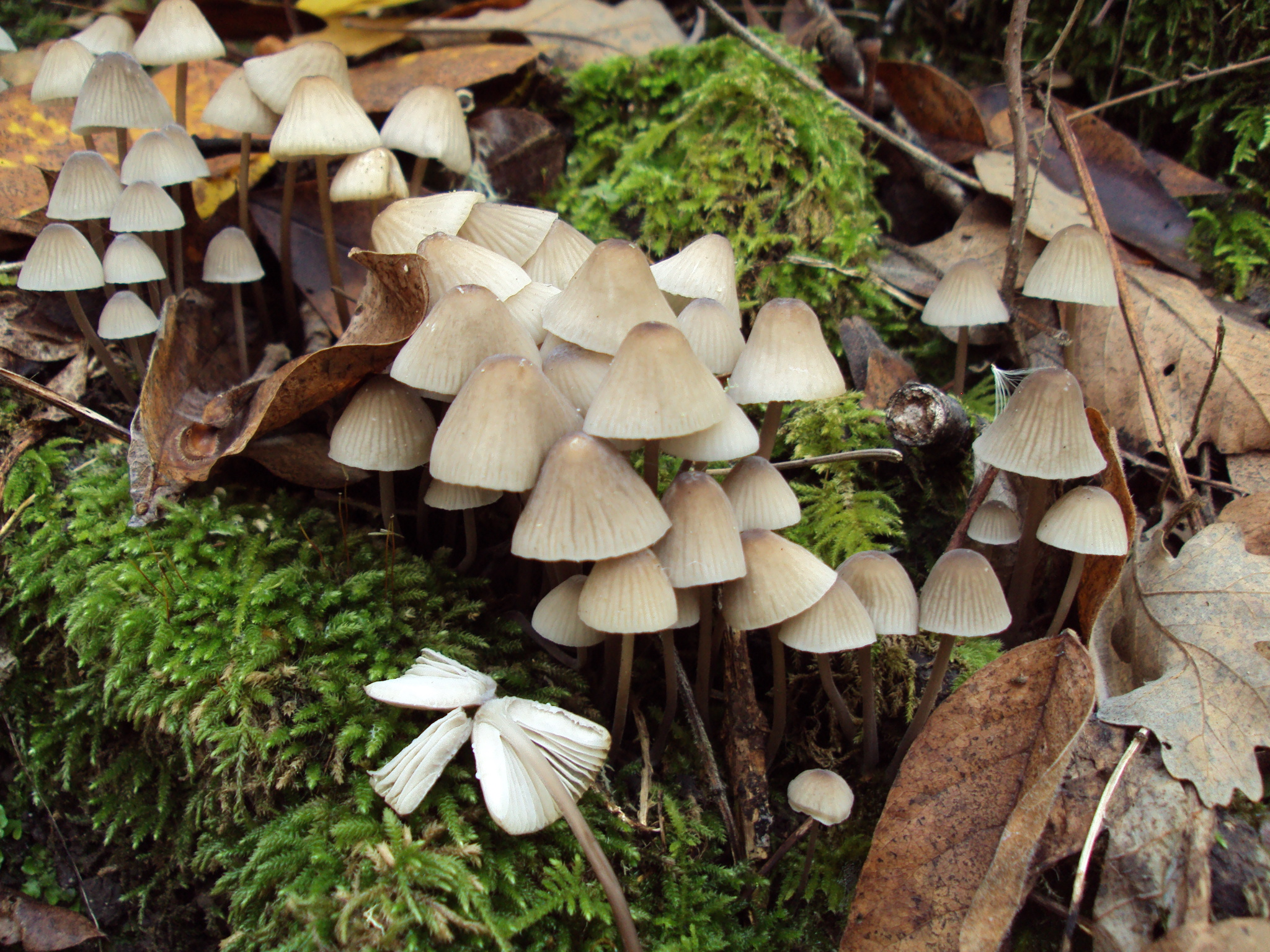
Weißmilchender HelmlingMycena galopus
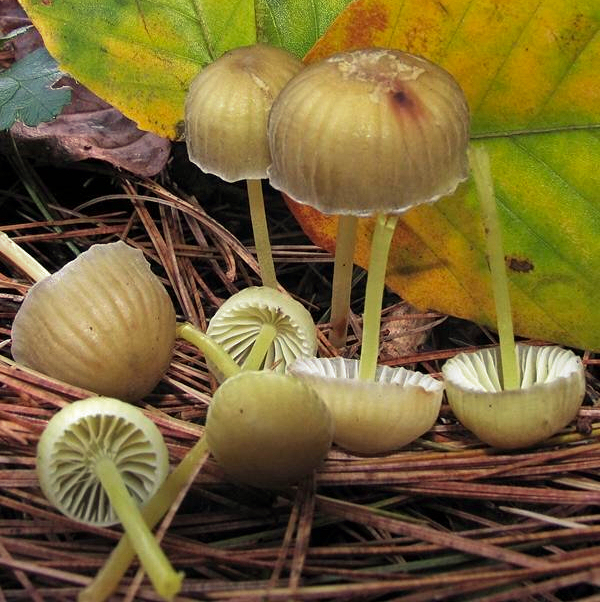
Dehnbarer Helmling Mycena epipterygia
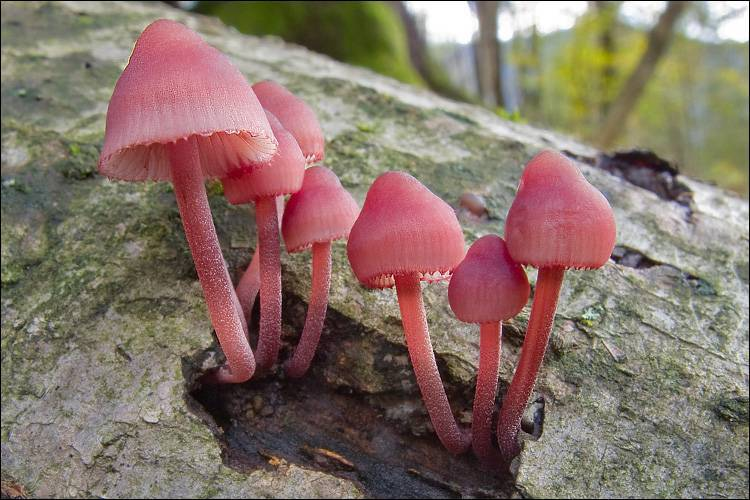
Großer Blut-Helmling Mycena haematopus
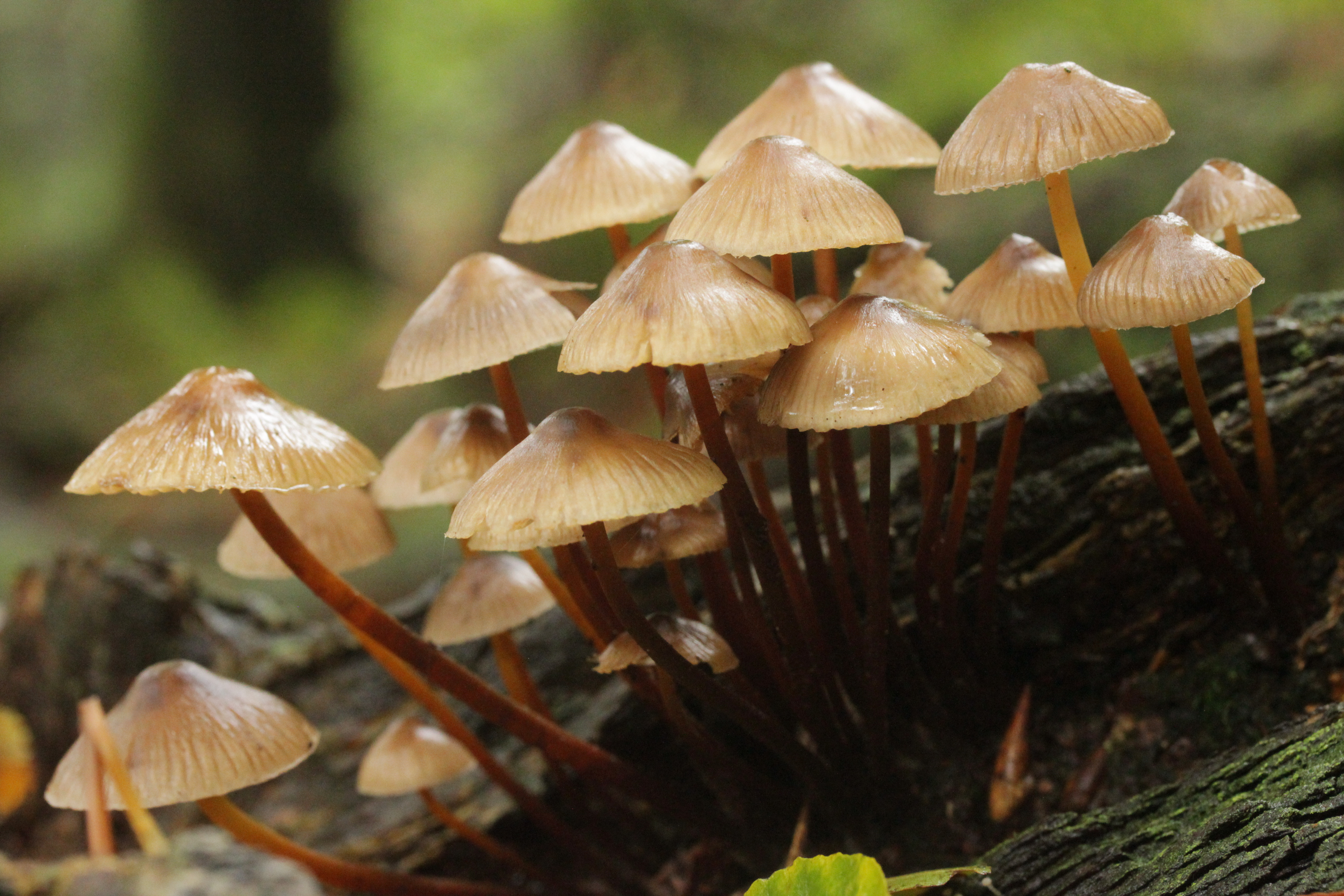
Buntstieliger Helmling Mycena inclinata
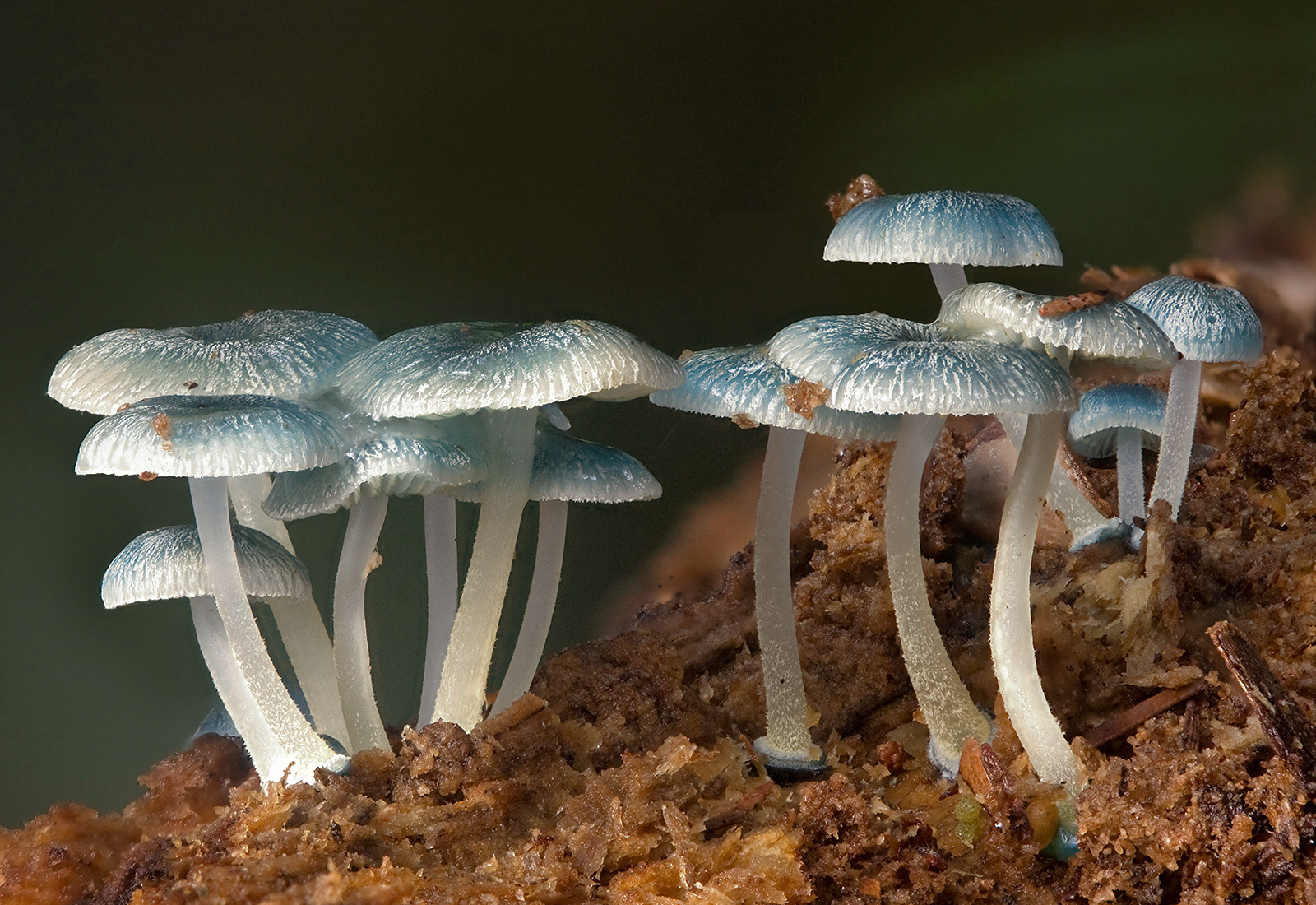
Mycena interrupta
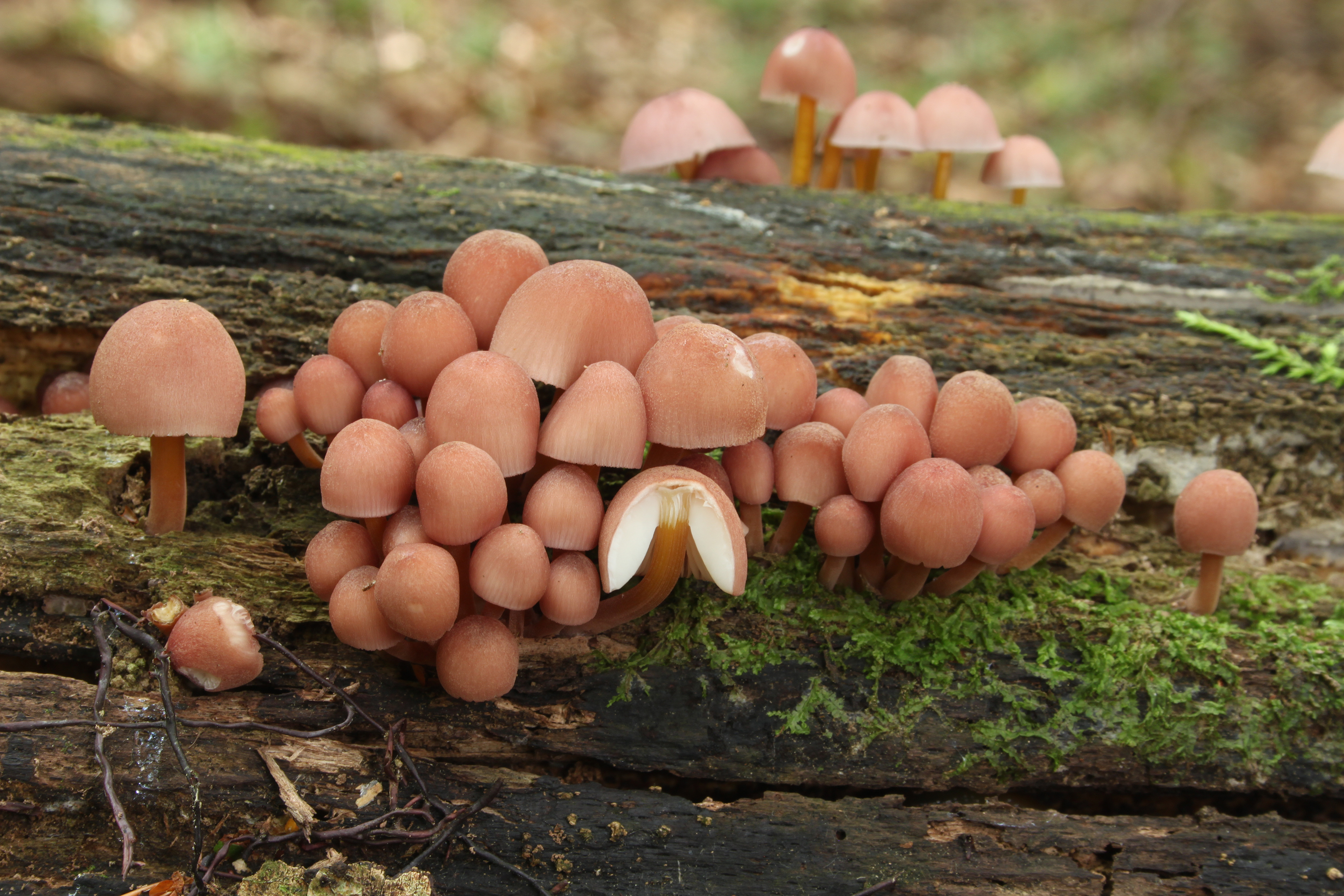
Gelbstieliger Nitrat-Helmling Mycena renati

## Systematik
Einige Arten mit inamyloiden Sporen und Trama wurden aufgrund phylogenetischer Untersuchungen ausgegliedert und in die Gattung Atheniella gestellt, darunter der Korallenrote (A. adonis) und der Weißgelbe Helmling (A. flavoalba). Die Gattung Atheniella steht nicht in der Familie Mycenaceae, sondern in der Familie Porotheleaceae. Ebenfalls zu dieser Familie gehören Arten der Gattung Phloeomana (beispielsweise der Bogenblättrige Helmling, Phloeomana speirea), die früher ebenfalls zur Gattung Mycena gezählt wurden.

## Evolution
Während Helmlinge bis anhin nur tote Materie abgebaut haben, wurden Helmlinge in den letzten Jahrzehnten zunehmend auch in lebenden und gesunden Bäumen beobachtet. Laut Untersuchung der Isotopenzusammensetzung ihrer Fruchtkörper liefern die Pilze den Bäumen Stickstoff, einen entscheidenden Nährstoff, und erhalten dafür kohlenstoffreiche Substanzen wie Zucker. Da es immer noch Helmlinge gibt, die sich ausschließlich von toter Materie ernähren, geht man von einer evolutionären Veränderung aus, evtl. bedingt durch die Ausbreitung des Menschen und den damit knapper werdenden Lebensraum der Pilze.